# Tarbisu
Tarbisu (la moderna Sherif Khan, Gobernación de Nínive, Irak) era una ciudad antigua a unos 5 km al norte de Nínive.

## Historia
Tarabisu era una ciudad menor hasta que Senaquerib transfirió el control del Imperio asirio a la cercana Nínive. Allí se construyeron dos palacios, uno por Asaradón para su hijo y príncipe heredero, Asurbanipal. Se encontraron dos templos en el sitio, uno es el templo de Nergal, construido por Senaquerib y añadido por Asurbanipal. Una de las puertas en la muralla noroeste de Nínive recibió el nombre de Nergal y Senaquerib pavimentó completamente en piedra el camino desde esa puerta a Tarbisu.
Tarbisu fue capturado por los medos, liderados por Ciáxares en el año 12º de Nabopolasar, rey de Babilonia y desapareció junto con el Imperio asirio.

## Arqueología

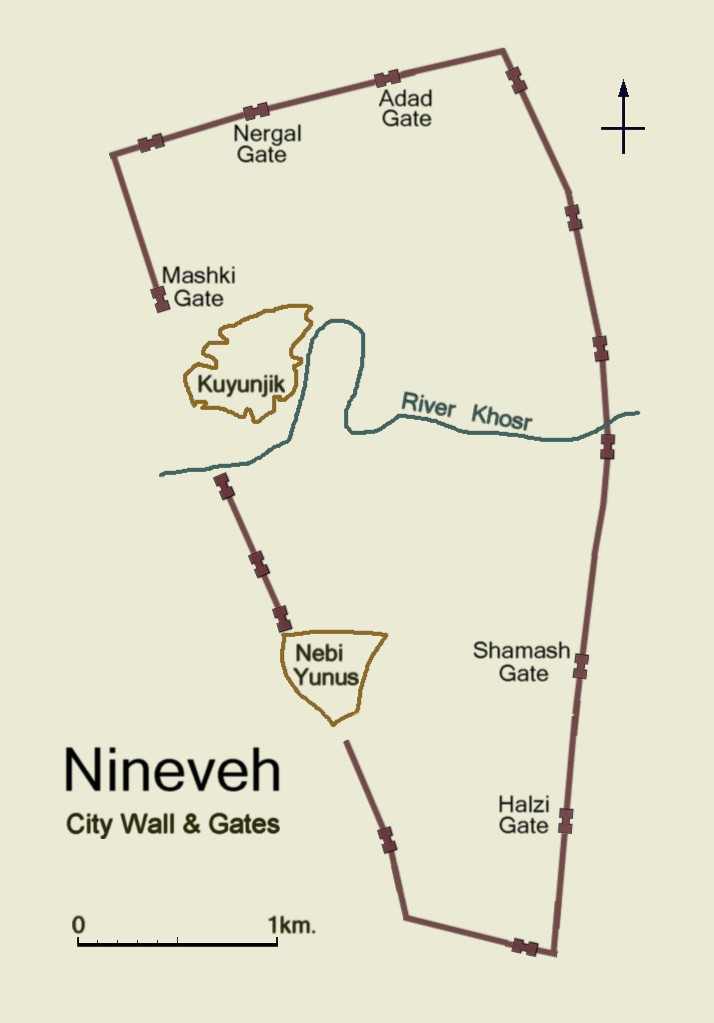
Muralla y puertas de Nínive.

Tarbisu fue excavado por Austen Henry Layard, y luego por sir Henry Rawlinson bajo los auspicios del Museo Británico a mediados del siglo XIX.